# Berlé
Berlé är en ort i Luxemburg.   Den ligger i distriktet Diekirch, i den nordvästra delen av landet, 40 kilometer nordväst om huvudstaden Luxemburg. Berlé ligger 491 meter över havet och antalet invånare är 110.
Terrängen runt Berlé är platt åt nordväst, men åt sydost är den kuperad.  Närmaste större samhälle är Wiltz, 5,7 kilometer öster om Berlé.
I omgivningarna runt Berlé växer i huvudsak blandskog. Runt Berlé är det ganska tätbefolkat, med 120 invånare per kvadratkilometer.